# فقیه‌احمدان
فقیه‌احمدان، روستایی است از توابع بخش کاکی در شهرستان دشتی استان بوشهر ایران.

## جمعیت
این روستا در دهستان چغاپور قرار داشته و بر اساس سرشماری سال ۱۳۸۵ جمعیت آن ۲۷ نفر (۸ خانوار) بوده‌است.
این روستا دارای یک امامزاده به نام بی بی حور می‌باشد.که از راه‌های دور و نزدیک برای زیارت آن به این روستا
می آیند.مکان این امامزاده در دامنه کوه و واقع در جنوب غربی آن روستا می‌باشد.